# Erik Magnus Staël von Holstein
Erik Magnus Staël von Holstein   (Loddby, 25 d'octubre de 1749 - Poligny, 9 de maig de 1802) fou un aristòcrata i diplomàtic suec. El baró de Staël era el camarlenc de la reina Sofia Magdalena de Dinamarca. El 1783 va ser nomenat chargé d'affaires a la Cort de França i el 1785 va ser nomenat ambaixador a França.

## Núpcies i descendència
El 21 de gener de 1786 es va casar amb la filla del Ministre francès de Finances Jacques Necker, Anne Louise Germaine Necker, que va assolir la fama com a "Madame de Staël". Van tenir cinc fills:
- Gustava Sofia Magdalena, nascuda el 1787, va morir durant la infància
- Gustava Hedvig, nascuda el 1789, va morir durant la infància
- Ludvig August, nascut l'1 de setembre de 1790. Va morir a França el 1827, acabant així la seva línia familiar. Casat el 1827 amb Adèle Vernet. Es diu que era el fill biològic del comte de Narbonne (1755-1813), que a la vegada era fill il·legítim del rei Lluís XV.
- Mattias Albrekt, nascut el 2 d'octubre de 1792. Alferes de cavalleria. Va morir en un duel el 12 juliol 1813 a Buchtenberg a Mecklenburg.
- Hedvig Gustava Albertina, nascuda el 8 de juny de 1797, va morir a París el 28 de setembre de 1838. Casada el 20 de febrer de 1816 a Pisa amb el Ministre d'Afers Estranger francès Victor de Broglie. El seu pare biològic podria ser Benjamin Constant.